# Jukiru Sugisaki
Jukiru Sugisaki (杉崎 ゆきる, Sugisaki Jukiru; * 26. prosince 1974) je japonská mangaka. Mezi její nejznámější díla patří seinen série Megami kóhósei a šódžo série D.N.Angel.

## Životopis
Sugisaki se začala věnovat kreslení na základní škole; mangu začala tvořit ve věku 17 nebo 18 let. Jejím debutovým dílem byla manga Namaiki no „N“ publikovaná v roce 1995 v časopise Asuka nakladatelství Kadokawa Šoten. Mezi lety 1996–1997 byla ve stejném časopise serializována její manga Socugjó M. Mezi lety 1997–2021 pracovala na manze D.N.Angel, rovněž publikované v časopise Asuka, a zároveň mezi lety 1997–2001 pracovala na manze Megami kóhósei serializované v časopise Comic Gum; obě mangy se staly předlohou pro televizní anime seriál. Mezi lety 1998–1999 spolupracovala s Jošijukim Tominem na sérii Brain Powerd. V roce 2002 byla vydána její jednosvazková manga Rizelmine, která byla v témže roce adaptována do podoby anime seriálu. Od roku 2012 do roku 2017 publikovala v časopise Asuka mangu 1001 Knights.

## Dílo

### Manga
Asuka
- Namaiki no "N" – 1995
- Socugjó M – 1996–1997
- D.N.Angel – 1997–2021
  - The Demon Returns – 1998, publikováno v druhém svazku D.N.Angel
- Lagoon Engine – 2002–2007
- 1001 Knights – 2012–2017

Comic Gum
- Megami kóhósei – 1997–2001
  - H2Oplanet – 1997, publikováno v prvním svazku Megami kóhósei

Šónen Ace
- Brain Powerd – 1998–1999
- Eden – 2006–2007

Ace Next
- Kanno ie hakanai anzen – 2000
- Rizelmine – 2001–2002

Newtype USA
- Lagoon Engine Einsatz – 2004

Young King OURs
- Ascribe to Heaven – 2008–současnost, pozastaveno

Comic Birz
- School Girls Pin-Up – 2001–současnost
- Junkissa neko – 2012–současnost

Ostatní
- Jumebi to manami no kieta Birthday Present? – Kadokawa Šoten, 2009

### Ilustrační knihy
- Neutral – Kadokawa Šoten, 1999
- Final Quest Sailor Kanzenban – Kadokawa Šoten, 2002
- D.N. Angel Illustrations Feder – Kadokawa Šoten, 2003
- Street Fighter Art Comic Anthology – Enterbrain, 2009